# Гавриловка (Ковернинський район)
Гавриловка (рос. Гавриловка) — присілок в Ковернинському районі Нижньогородської області Російської Федерації.
Населення становить 1090 осіб. Входить до складу муніципального утворення Гавриловська сільрада.

## Історія
Від 2009 року входить до складу муніципального утворення Гавриловська сільрада.

## Населення
| 2002 | 2010  |
| ---- | ----- |
| 963  | ↗1090 |